# Colby Covington
Colby Covington,, född 22 februari 1988 i Rocklin i Kalifornien, är en amerikansk MMA-utövare som sedan 2014 tävlar i organisationen Ultimate Fighting Championship där han den 9 juni 2018 blev interimmästare i weltervikt.